# La più bella serata della mia vita

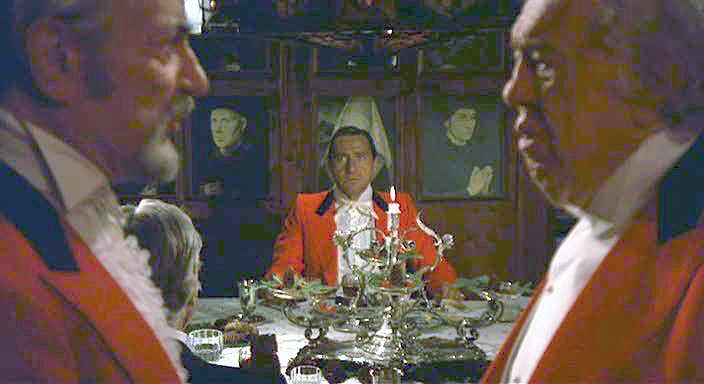
Scène uit La più bella serata della mia vita

La più bella serata della mia vita is een Italiaanse filmkomedie uit 1972 onder regie van Ettore Scola. De film is gebaseerd op het toneelstuk Die Panne (1956) van de Zwitserse auteur Friedrich Dürrenmatt.

## Verhaal
De rijke industrieel Alfredo Rossi gaat naar Lugano om er geld op de bank te zetten. Op zijn weg krijgt hij autopech. Hij moet bijgevolg overnachten in een kasteel, waar vier magistraten historische rechtszaken naspelen. Hij speelt mee en wordt ter dood veroordeeld.

## Rolverdeling
| Acteur            | Personage           |
| ----------------- | ------------------- |
| Alberto Sordi     | Alfredo Rossi       |
| Michel Simon      | Advocaat Zorn       |
| Charles Vanel     | Rechter Dutz        |
| Claude Dauphin    | Kanselier Bouisson  |
| Janet Ågren       | Simonetta           |
| Giuseppe Maffioli | Pilet               |
| Pierre Brasseur   | Graaf La Brunetière |